# Монастырь Святого Франциска (Ангра-ду-Эроишму)
Монастырь Святого Франциска (порт. Convento do São Francisco) — бывший монастырь францисканцев в муниципалитете Ангра-ду-Эроишму.

## Архитектура
Комплекс представляет собой здание конвента и церковь Богоматери-Путеводительницы, построенные в стиле барокко. Церковь при этом является одним из крупнейших храмов архипелага. Монастырь расположен во фрегезии Се.
Интерьер церкви разделён на три нефа в типичной крестообразной форме, с большим алтарём. Над входом доминирует высокий хор, связанный с монастырём. Клуатр конвента имеет проход с колоннами. В центре внутреннего дворика размещён фонтан.
В церкви имеется орган 1788 года, отреставрированный в 2012 году.

## История
Первые францисканские монахи прибыли на Терсейру в 1456 году. Они построили несколько скитов, а к 1470 году возвели монастырь. После кризиса 1580 года в монастыре несколько лет проживал Антонио из Крату.
В 1663 году отец Нараньо собрал пожертвования, необходимые для начала строительства нового комплекса. В течение трёх лет были построены общежития и кельи, а 6 марта 1666 года был заложен первый краеугольный камень новой церкви, построенную в течение следующих шести лет. 1 октября 1672 года строительство было завершено и после торжественной процессии епископ Ангры Лоуренсу ди Каштру освятил монастырь.
После революции 1820 года в монастырь под военным конвоем были доставлены четыре священнослужителя, пять монахов и одиннадцать мирян за исповедание либеральных взглядов. Причём, вводить их пришлось через чёрный ход, так как в церковном дворе собрались местные жители, желающие учинить над ними самосуд. Во время Либеральных войн в мае 1829 года Временная Жунта обвинила францисканцев в том, что они являются «оплотом неверия», а в декабре того же года монастырь получил приказ отправить всех своих монахов в Праю, за исключением трёх для совершения религиозных служб, так как в монастыре планировалось расквартировать пехотный полк.
Религиозные ордена в Португалии были упразднены в 1834 году, а в 1844 году в западной части здания был создан лицей Ангра-ду-Эроишму под руководством отца Жерониму Эмилиану ди Андради. Полноценные занятия начались лишь в октябре 1851 года из-за нехватки преподавателей и недостатка необходимых помещений. Позднее, в 1862 году, в восточной стороне здания была открыта семинария епархии Ангры.
В 1900 году  лицей был  переведён  во дворец Беттанкур, бывший епископский дворец, но был возвращён обратно в 1913 году после событий революции 5 октября 1910 года. При Новом государстве лицей стал национальным, но функционировал в здании монастыря до 1968 года. 24 января 1967 года комплекс был классифицирован как достопримечательность, представляющая общественный интерес (Указ 47/508). 1 января 1980 года монастырь серьёзно пострадал от землетрясения. 11 июня 1980 года монастырь согласно резолюции 41/80 стал частью исторического центра Ангра-ду-Эроишму как объект культурного и религиозного наследия Азорских островов.
После переезда лицея в здании конвента разместился городской музей. Церковь также является пантеоном, в ней расположены захоронения известных личностей, таких как Жуан Ваш Кортириал и Паулу да Гама.

## Галерея

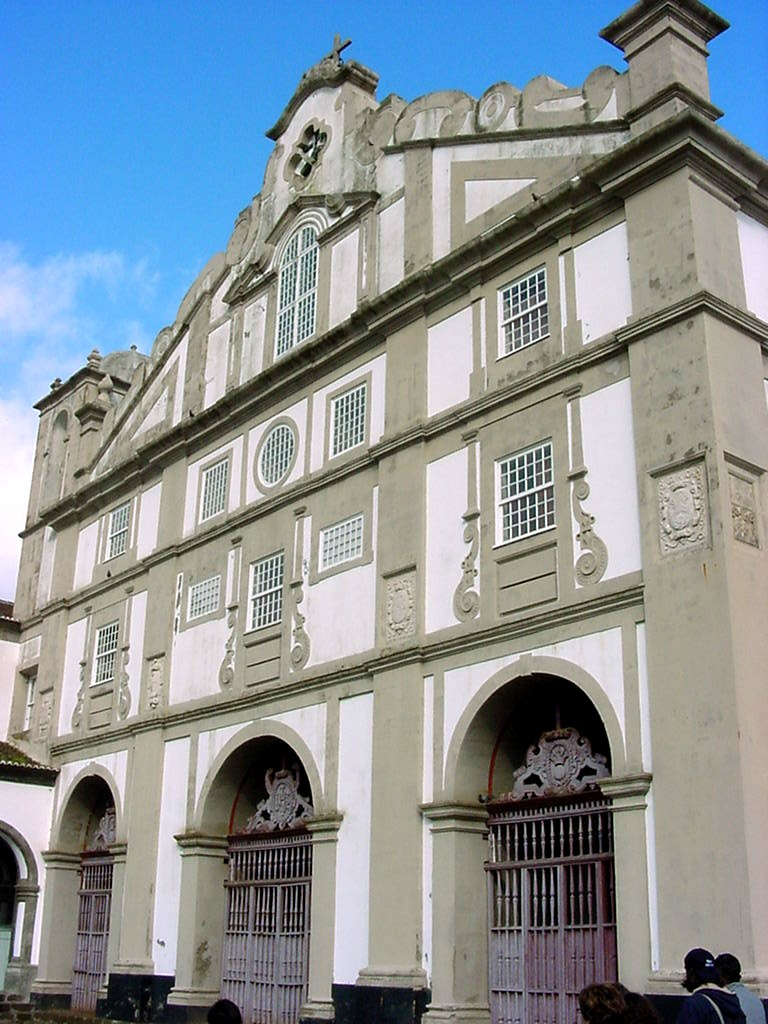
Фасад церкви монастыря в 2007 году
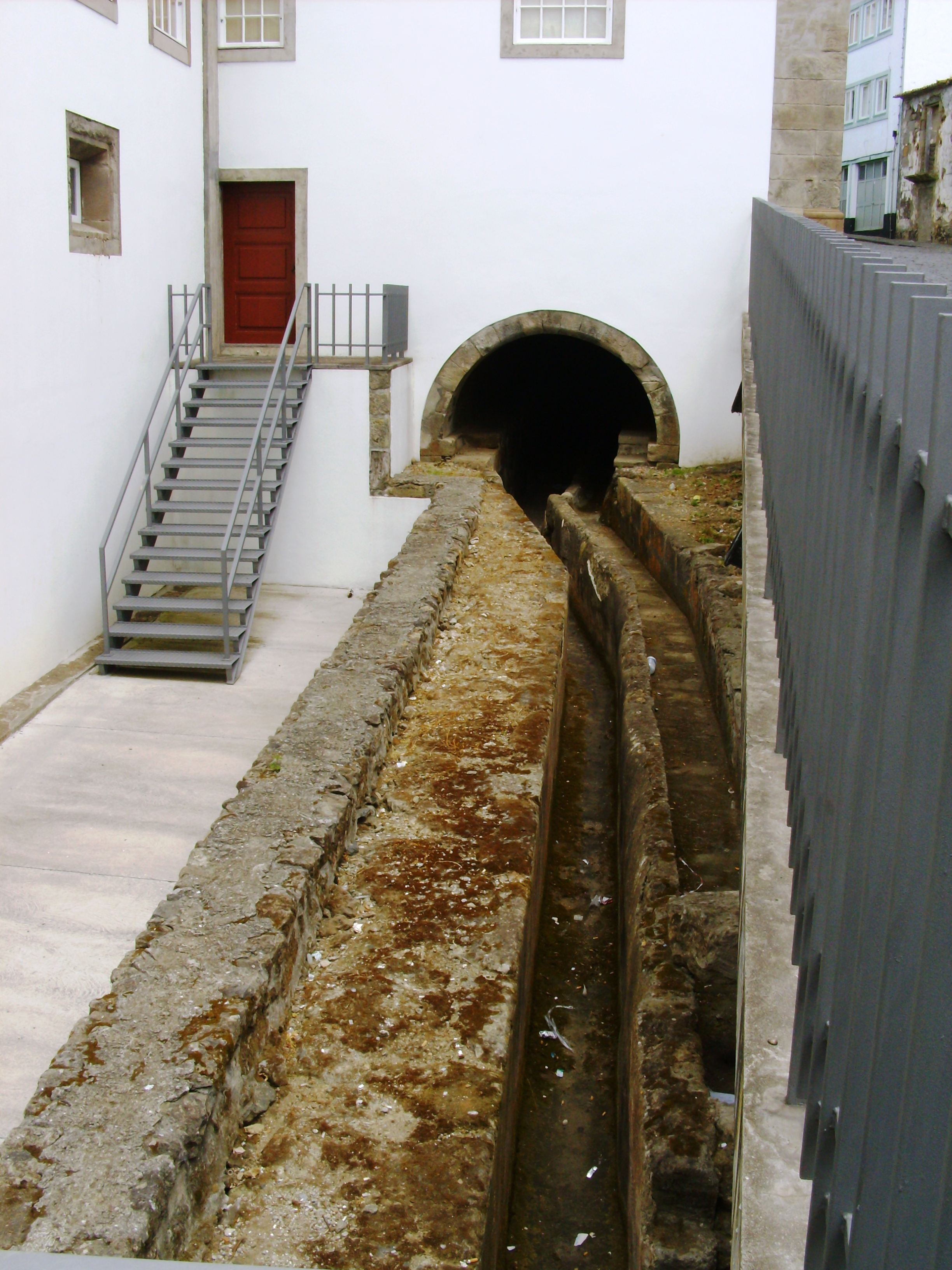
Часть старой системы канализации
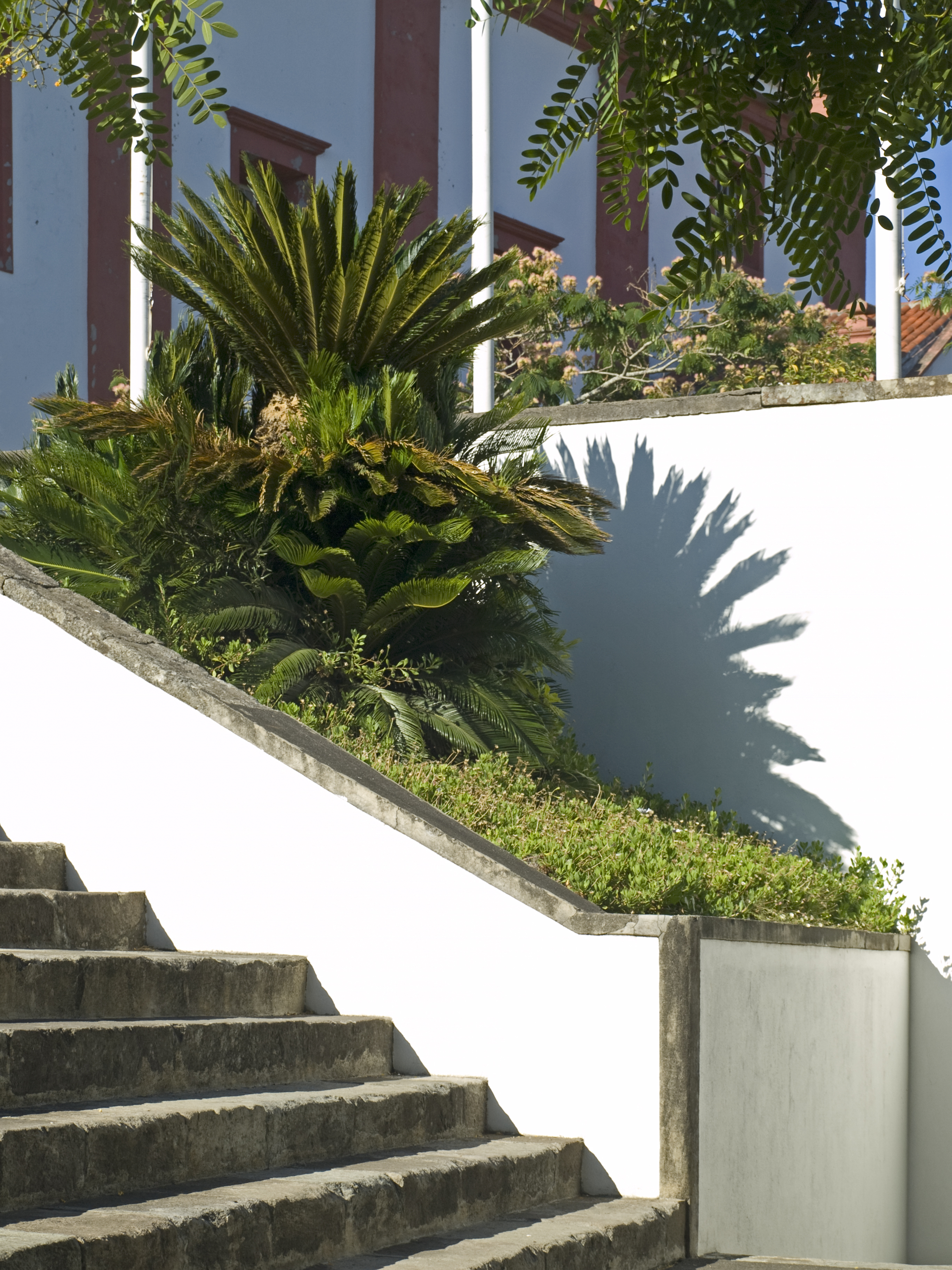
Лестница монастыря
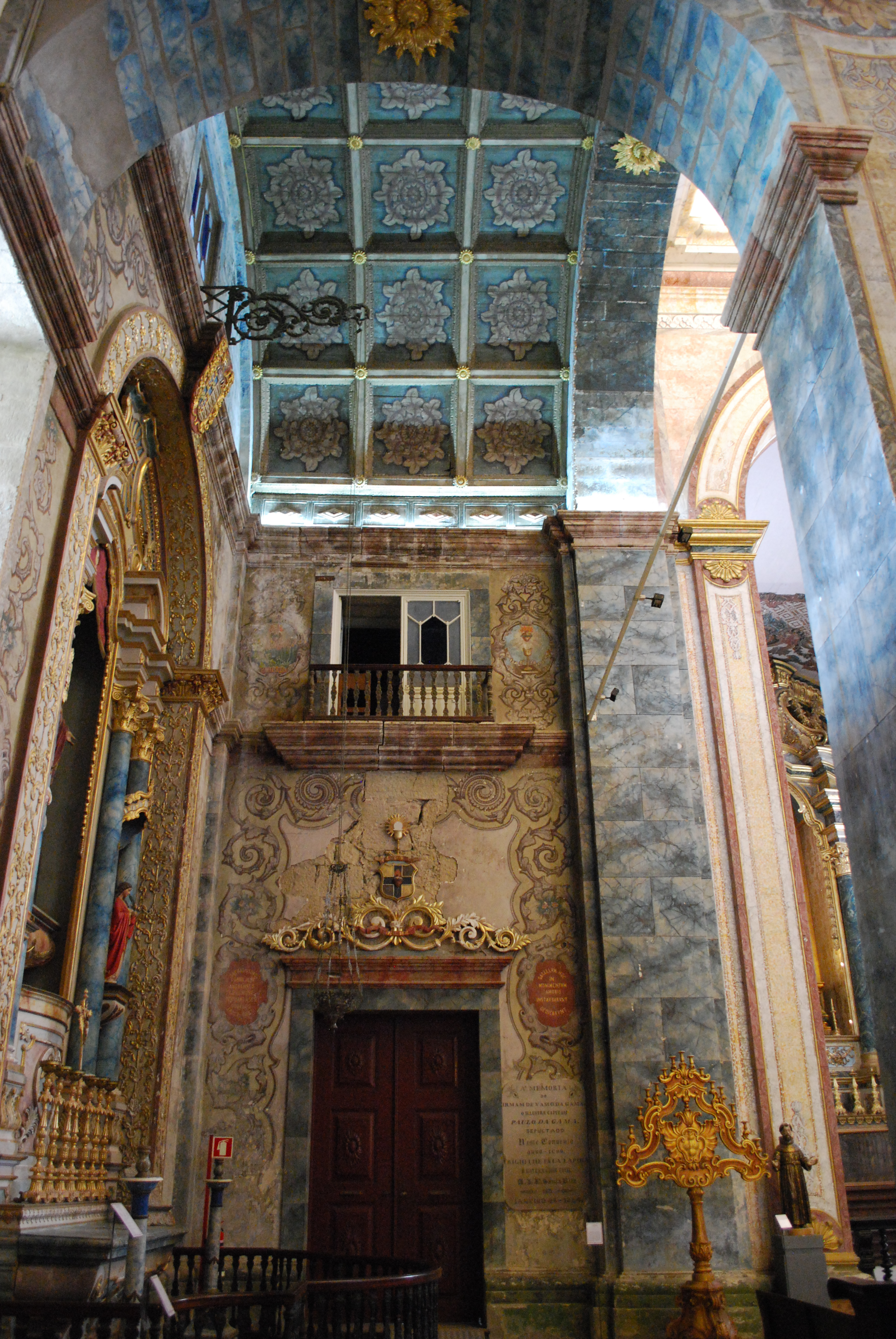
Интерьер церкви